# Houyet
Houyet este o comună francofonă din regiunea Valonia din Belgia. Comuna Houyet este formată din localitățile Houyet, Celles, Ciergnon, Custinne, Finnevaux, Hour, Hulsonniaux, Mesnil-Église, Mesnil-Saint-Blaise și Wanlin. Suprafața sa totală este de 122,31 km². La 1 ianuarie 2008 comuna avea o populație totală de 4.494 locuitori.
Comuna Houyet se învecinează cu comunele Dinant, Ciney, Hastière, Rochefort și Beauraing și cu comuna franceză Givet.